# Jan Zelenka
Jan Zelenka (5. prosince 1923 Ústí nad Orlicí – 21. února 1998 Praha) byl český a československý novinář, dlouholetý ústřední ředitel Československé televize, politik Komunistické strany Československa, a poslanec Sněmovny lidu Federálního shromáždění za normalizace.

## Biografie
Vystudoval Filozofickou fakultu Univerzity Karlovy. V letech 1955–1962 byl šéfredaktorem pražského večerníku Večerní Praha, v období let 1962–1966 redaktorem a zpravodajem Československé tiskové kanceláře, pak od roku 1967 do května 1968 a znovu od dubna do srpna 1969 zastával post šéfredaktora časopisu Květy. Jeho profesní a politická kariéra vyvrcholila za normalizace. Od srpna 1969 až do roku 1989 byl ústředním ředitelem Československé televize. V letech 1971–1973 byl zároveň předsedou správní rady Mezinárodní rozhlasové a televizní organizace. V roce 1973 získal Řád práce, roku 1983 Řád Vítězného února. V Československé televizi se podílel na pořadech Hudba z respiria, Vysílá studio Jezerka a Křeslo pro hosta.
Zastával i stranické posty. XVI. sjezd KSČ ho zvolil za kandidáta Ústředního výboru Komunistické strany Československa. XVII. sjezd KSČ ho zvolil členem Ústředního výboru Komunistické strany Československa.
Dlouhodobě zasedal v nejvyšším zákonodárném sboru. Ve volbách roku 1971 zasedl do Sněmovny lidu (volební obvod č. 84 – Ústí nad Orlicí, Východočeský kraj). Mandát obhájil ve volbách roku 1976 (obvod Ústí nad Orlicí), volbách roku 1981 (obvod Ústí nad Orlicí) a volbách roku 1986 (obvod Ústí nad Orlicí). Ve FS setrval do prosince 1989, kdy rezignoval v rámci procesu kooptace do Federálního shromáždění po sametové revoluci.